# Albert Szent-Györgyi
Albert Szent-Györgyi de Nagyrápolt (16 septembre 1893 à Budapest – 22 octobre 1986 à Woods Hole dans le Massachusetts) est un scientifique hongrois. Il reçoit en 1937 le prix Nobel de physiologie ou médecine, notamment pour la découverte de la vitamine C et des flavonoïdes, et pour l'exploration de leurs propriétés biochimiques.
À l'origine, il donne aux flavonoïdes le nom de « vitamine P » en raison de leur efficacité à réduire la perméabilité des vaisseaux sanguins. Cette dénomination est abandonnée lorsqu'on se rend compte que ces substances ne correspondent pas à la définition officielle des vitamines, dans la mesure où on ne les considère pas comme étant essentielles à la vie.

## Vie en Hongrie
Szent-Györgyi naquit à Budapest, en Autriche-Hongrie, de Miklós Szent-Györgyi, propriétaire foncier originaire de Marosvásárhely, en Transylvanie, et de Jozefin, fille de József Lenhossék (hu) et sœur de Mihály Lenhossék ; tous les deux professeurs d'anatomie à l'université Loránd Eötvös de Budapest. La famille Szent-Györgyi, calviniste, remonte à Sámuel, prédicateur protestant anobli en 1608,.
Szent-Györgyi commença ses études à la faculté de médecine de Budapest, mais bientôt, ennuyé par les cours, il commença à faire des recherches dans le laboratoire d'anatomie de son oncle. Ses études furent interrompues en 1914 et il dut servir comme infirmier militaire pendant la Première Guerre mondiale. En 1916, dégoûté de la guerre, il se tira une balle dans le bras et prétendit avoir été blessé par un tir ennemi ; il fut alors renvoyé chez lui en congé médical. Il put ainsi finir ses études de médecine et recevoir son doctorat en 1917. Il se maria la même année avec Kornélia Demény, fille du directeur général des Postes hongroises. Elle l'accompagna à son affectation suivante, une clinique militaire de l'Italie du Nord.
Après la guerre, Szent-Györgyi commença sa carrière de recherche à Presbourg en Slovaquie (en hongrois Pozsony, aujourd'hui : Bratislava). Quand la ville fut annexée par la Tchécoslovaquie en janvier 1919, il la quitta en même temps qu'une partie de la population hongroise. Il enseigna dans plusieurs universités les années suivantes, se retrouvant finalement à l'université de Groningue, où son travail se concentra sur la chimie de la respiration cellulaire. Ce travail lui permit de devenir membre de la Fondation Rockefeller à l'université de Cambridge. Il reçut son doctorat de Cambridge en 1927 pour son travail à Cambridge et à la Mayo Clinic aux États-Unis sur l'isolation de ce qu'il avait alors appelé « acide hexuronique » du tissu des glandes surrénales.
Il accepta un poste à l'université de Szeged en 1931. C'est là, travaillant avec Joseph Svirbely, un ancien étudiant du biochimiste américain Charles Glen King, qu'il constata que l'« acide hexuronique » était en réalité la vitamine C (le L-énantiomère de l'acide ascorbique) et il nota son activité anti-scorbutique. Dans quelques expériences, ils utilisèrent le paprika comme source de vitamine C. Pendant ce temps, il continuait son travail sur la respiration cellulaire, identifiant l'acide fumarique et progressant vers ce qui serait connu plus tard sous le nom de cycle de Krebs.
En 1937, il reçut le prix Nobel de médecine « pour ses découvertes liées aux processus de combustion chimique, avec une mention spéciale à la vitamine C et à la catalyse de l'acide fumarique ». En 1938, il commença son travail sur la biophysique du mouvement musculaire et il constata que les muscles contiennent de l'actine, laquelle, combinée avec une autre protéine, la myosine, et en présence d'adénosine triphosphate, une source d'énergie, provoque la contraction des fibres musculaires.
Le régime fasciste se durcissant en Hongrie, Szent-Györgyi aida des amis juifs à s'enfuir du pays. Pendant la Seconde Guerre mondiale, il rejoignit le mouvement de résistance hongrois. Bien que la Hongrie fut officiellement une alliée de l'Axe, le Premier ministre hongrois Miklós Kállay envoya Szent-Györgyi à Istanbul en 1944, sous couvert d'une conférence scientifique, pour entamer des négociations secrètes avec les Alliés. Les Allemands eurent vent du complot et Adolf Hitler lui-même délivra un mandat d'arrêt à l'encontre de Szent-Györgyi. Il échappa à son assignation à résidence et, jusqu'à la fin de l'occupation allemande, dut se cacher de la Gestapo. Peu après la fin de la guerre, Lee Miller qui l'a rencontré raconte qu'il devait consacrer son énergie à chercher de l'argent se loger et se nourrir pour lui et l'équipe de son laboratoire.
Après la guerre, Szent-Györgyi était alors reconnu et certains allèrent même jusqu'à penser qu'il pourrait devenir président de la Hongrie, si les Soviétiques le lui permettaient. Il créa un laboratoire à l'université de Budapest et devint directeur du département de biochimie. Il fut élu député et contribua à rétablir l'Académie des sciences, mais ne pouvant accepter la domination communiste sur la Hongrie, il émigra aux États-Unis en 1947.

## Immigrant aux États-Unis
En 1947, Szent-Györgyi créa un laboratoire au laboratoire de biologie marine (MBL) à Woods Hole (Massachusetts) avec le soutien financier de l'homme d'affaires hongrois István Ráth. Pourtant, il dut faire face pendant plusieurs années à des difficultés de financement, en raison de son statut d'étranger et de ses anciennes relations avec le gouvernement d'un pays communiste. En 1948, il reçut un poste de chercheur aux National Institutes of Health (NIH) à Bethesda (Maryland) et commença à partager son temps entre ce travail et Woods Hole. En 1950, les subventions de la Armour Meat Company, société spécialisée dans la production de viande, et de l'Association américaine de cardiologie (American Heart Association) lui permirent de créer l'Institut pour la recherche musculaire.
Au cours des années 1950, Szent-Györgyi commença à utiliser des microscopes électroniques pour étudier les muscles à un niveau plus précis. Il reçut le prix Albert-Lasker en 1954. En 1955, il fut naturalisé citoyen des États-Unis. Il devint membre de la National Academy of Sciences en 1956.
Vers la fin des années 1950, Szent-Györgyi s'intéressa de plus en plus à la recherche sur le cancer et développa des idées dans lesquelles il appliquait les théories de la physique quantique à la biochimie (la biologie quantique) du cancer. La mort de Ráth, qui gérait les finances de l'Institut pour la recherche musculaire jeta Szent-Györgyi dans l'embarras, car il refusait de se soumettre aux règlements qui exigeaient pour l'octroi de subventions gouvernementales qu'il précisât avec les détails les plus minutieux ce qu'il avait exactement l'intention de faire et ce qu'il espérait découvrir. Après avoir exposé ses difficultés financières dans un entretien paru dans la presse en 1971, l'avocat Franklin Salisbury prit contact avec Szent-Györgyi et l'aida par la suite à créer une organisation privée à but non lucratif, la National Foundation for Cancer Research. Vers la fin de sa vie, Szent-Györgyi commençait à chercher dans les radicaux libres une cause potentielle de cancer. En 1965, montrant son intérêt pour la physique quantique, il proposa que le terme « syntropie » remplaçât celui de « néguentropie ».

## Hommages
Le 16 septembre 2011, il est le sujet d'un Doodle sur le site Web de Google. L'image est composée d'une multitude d'agrumes qui font référence à sa découverte de la vitamine C.

## Publications
- On Oxidation, Fermentation, Vitamins, Health, and Disease (1940)
- Bioenergetics (1957)
- Introduction to a Submolecular Biology (1960)
- The Crazy Ape (1970)
- Electronic Biology and Cancer: A New Theory of Cancer (1976)
- The living state (1972)
- Bioelectronics: A Study in Cellular Regulations, Defense and Cancer
- Lost in the Twentieth Century (Gandu) (1963)